# Letonia en los Juegos Olímpicos de Lillehammer 1994
Letonia estuvo representada en los Juegos Olímpicos de Lillehammer 1994 por un total de 27 deportistas que compitieron en 6 deportes.  
El portador de la bandera en la ceremonia de apertura fue el deportista de bobsleigh Zintis Ekmanis. El equipo olímpico letón no obtuvo ninguna medalla en estos Juegos.